# Saint-Fort-sur-Gironde
Saint-Fort-sur-Gironde és un municipi francès situat al departament del Charente Marítim i a la regió de la Nova Aquitània. L'any 2007 tenia 908 habitants.

## Demografia

### Població
El 2007 la població de fet de Saint-Fort-sur-Gironde era de 908 persones. Hi havia 418 famílies de les quals 131 eren unipersonals (55 homes vivint sols i 76 dones vivint soles), 181 parelles sense fills, 89 parelles amb fills i 17 famílies monoparentals amb fills.
La població ha evolucionat segons el següent gràfic:
Habitants censats

### Habitatges
El 2007 hi havia 629 habitatges, 431 eren l'habitatge principal de la família, 140 eren segones residències i 58 estaven desocupats. 591 eren cases i 30 eren apartaments. Dels 431 habitatges principals, 348 estaven ocupats pels seus propietaris, 73 estaven llogats i ocupats pels llogaters i 11 estaven cedits a títol gratuït; 4 tenien una cambra, 19 en tenien dues, 78 en tenien tres, 112 en tenien quatre i 218 en tenien cinc o més. 347 habitatges disposaven pel capbaix d'una plaça de pàrquing. A 233 habitatges hi havia un automòbil i a 165 n'hi havia dos o més.

### Piràmide de població
La piràmide de població per edats i sexe el 2009 era:
| Homes | Edats   | Dones |
| ----- | ------- | ----- |
| 4     | 95 o +  | 0     |
| 4     | 90 a 94 | 8     |
| 8     | 85 a 89 | 8     |
| 8     | 80 a 84 | 12    |
| 16    | 75 a 79 | 16    |
| 44    | 70 a 74 | 20    |
| 52    | 65 a 69 | 44    |
| 12    | 60 a 64 | 32    |
| 28    | 55 a 59 | 20    |
| 56    | 50 a 54 | 48    |
| 32    | 45 a 49 | 32    |
| 24    | 40 a 44 | 20    |
| 20    | 35 a 39 | 24    |
| 16    | 30 a 34 | 12    |
| 36    | 25 a 29 | 36    |
| 32    | 20 a 24 | 4     |
| 36    | 15 a 19 | 28    |
| 20    | 10 a 14 | 28    |
| 24    | 5 a 9   | 16    |
| 12    | 0 a 4   | 32    |

## Economia
El 2007 la població en edat de treballar era de 535 persones, 369 eren actives i 166 eren inactives. De les 369 persones actives 334 estaven ocupades (172 homes i 162 dones) i 35 estaven aturades (21 homes i 14 dones). De les 166 persones inactives 91 estaven jubilades, 25 estaven estudiant i 50 estaven classificades com a «altres inactius».

### Ingressos
El 2009 a Saint-Fort-sur-Gironde hi havia 403 unitats fiscals que integraven 864 persones, la mediana anual d'ingressos fiscals per persona era de 14.566,5 €.

### Activitats econòmiques
Dels 55 establiments que hi havia el 2007, 1 era d'una empresa extractiva, 1 d'una empresa alimentària, 3 d'empreses de fabricació d'altres productes industrials, 16 d'empreses de construcció, 10 d'empreses de comerç i reparació d'automòbils, 1 d'una empresa de transport, 6 d'empreses d'hostatgeria i restauració, 1 d'una empresa financera, 2 d'empreses immobiliàries, 1 d'una empresa de serveis, 6 d'entitats de l'administració pública i 7 d'empreses classificades com a «altres activitats de serveis».
Dels 26 establiments de servei als particulars que hi havia el 2009, 1 era una oficina de correu, 1 una oficina bancària, 2 tallers de reparació d'automòbils i de material agrícola, 4 paletes, 3 guixaires pintors, 3 fusteries, 2 lampisteries, 2 electricistes, 1 empresa de construcció, 4 perruqueries, 2 restaurants i 1 agència immobiliària.
Dels 5 establiments comercials que hi havia el 2009, 1 era una botiga de menys de 120 m², 1 una fleca, 1 una peixateria, 1 una botiga de roba i 1 un drogueria.
L'any 2000 a Saint-Fort-sur-Gironde hi havia 43 explotacions agrícoles que ocupaven un total de 1.485 hectàrees.

## Equipaments sanitaris i escolars
L'únic equipament sanitari que hi havia el 2009 era una farmàcia.
El 2009 hi havia una escola elemental integrada dins d'un grup escolar amb les comunes properes formant una escola dispersa.

## Poblacions més properes
El següent diagrama mostra les poblacions més properes.